# Икша
И́кша — поселок городского типа в Дмитровском городском округе Московской области России. Центр городского поселения Икша, упразднённого в 2018 году. Население — 3796 чел. (2024).

## Расположение
Расположен в 50 км севернее Москвы  у одноимённой железнодорожной станции Савёловского направления. Так как станция получила название по реке, то можно считать, что и посёлок получил название по протекающей рядом реке Икша.
Рядом находится канал имени Москвы с Икшинским водохранилищем. 
Ближайшие населённые пункты — на юге деревня Базарово и посёлок опытного хозяйства «Ермолино»; на востоке, на другом берегу канала, — село Игнатово. 
В посёлке имеется благоустроенный родник. 

## История
Земли будущего посёлка лежали между селом Игнатьево и селом Протасьевское (Ртищево). В дальнейшем территория Протасьевского вошла в состав посёлка. 
На месте будущего посёлка в XVIII веке находилась водяная мельница на Икше, принадлежащая Дмитровскому Борисоглебскому монастырю. Мельница просуществовала до 1907 года. Рядом[где?] находится могильник эпохи фатьяновской культуры.

### Образование посёлка

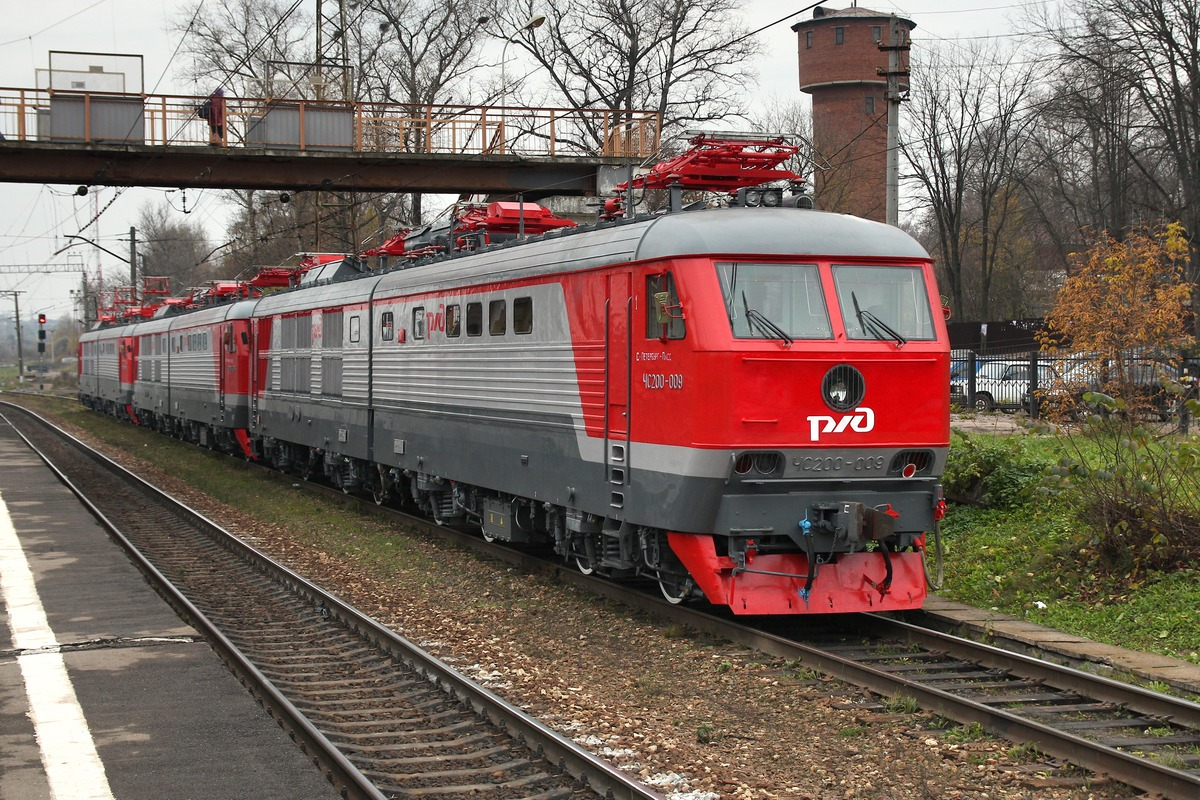
Станция Икша

В 1901 году была построена станция Икша Савёловской железной дороги, которая получила название по реке Икше. Строительство началось в 1889 году. При станции возникает небольшой посёлок.
На 1907 год при селе Игнатово Ильинской волости Дмитровского уезда числится посёлок Икша, расположенный вдоль Дмитровского шоссе на левом берегу реки Икши: железнодорожная станция, 2 станционных дома, водокачка, водонапорная башня, 2 трактира, магазин, кузница, частные дома — всего 14 зданий.
В 1907 году на месте мельницы саксонец Юлиус Вильям Пеге основывает проволочно-гвоздильный завод. На 1914 год на заводе работало сто человек, изготавливали проволоку и снаряды для военных нужд. В 1911 году при железнодорожной станции открывается чайная купца Фёдора Седова. Затем открываются магазины Николая и Гаврилы Кашехлебовых.
В 1913 году в посёлке при станции Икша Ильинской волости Дмитровского уезда упоминается Гвоздильный завод Пеге и 3 чайных лавки. В деревне Ростиславские выселки Ильинской волости в 3 верстах от станции числится 14 дворов.

### После революции
После революции 1917 года Икшанский проволочно-гвоздильный завод был национализирован. В 1918 году при заводе открылся рабочий клуб, в состав которого входил 51 участник. В клубе были драматический, хоровой и музыкальный кружки, физкультурный кружок и кружок для детей. Также были кружки политграмоты, антирелигиозный      и уголки: Красной Армии, Ленина, безбожник, германского рабочего и Чоп для военного обучения. Была библиотека на полторы тысячи книг и читальня, где раз в 2 недели представитель Губполитпросвета рассказывал о международном положении.  При заводе была аптека, и работал постоянный фельдшер. Еженедельно из Деденево приезжал врач, стационарных больных направляли в Деденевскую больницу. В 1918 году на заводе было 12 ломовых лошадей.
По  списку населённых пунктов Дмитровского уезда (сборник «Дмитровский уезд» 1924 года) при посёлке, станции и заводе проживал 161 человек, было 11 хозяйств (8 безземельных). При них числились: электростанция, механическая мельница и крупорушка, пожарная дружина, приёмный покой, почтовое отделение, рабочий клуб с кинематографом при нём, библиотека, рабочий кооператив и сельскохозяйственная трудовая артель «Родная доля». 
В 1926 году в Игнатовском сельсовете Деденевской волости в посёлке Икша в 32 хозяйствах проживало 206 человек, в Ростиславских выселках Игнатовского сельсовета в 30 крестьянских хозяйствах — 148 человек. В посёлке числятся: Гвоздильный завод с заводоуправлением, кооперативная чайная и школа 1 ступени.
В 1929 году был образован Икшанский сельсовет. На 1 января 1932 года в него входили: Икшанский гвоздильный завод, посёлок Чёрное (Ростиславские выселки), посёлок Пчёлка и деревня Ртищево. Всего 250 хозяйств, 947 человек.

### Строительство канала Волга — Москва. Рабочий посёлок
В 1932 году начинается строительство канала Волга — Москва (в дальнейшем канал имени Москвы) для водоснабжения Москвы. Для этих целей создаётся  Дмитлаг ОГПУ (с 1934 г. — НКВД) с центром в городе Дмитрове. Строительство канала велось силами заключённых, бараки которых располагались вдоль канала.
Проект предусматривал прохождение канала через посёлок Икша. Поэтому здания посёлка переносятся на холм, также переносится дорога Москва-Дмитров, ранее проходящая возле села Игнатово. Они расположились на таком же расстоянии от Савёловской железной дороги, только по другую сторону. Для реки Икши, с впадающей в неё речкой Базаровкой, соорудили искусственное русло  возле железной дороги. Далее под каналом она проходит через дюкер.
Шлюз №5 канала имени Москвы был построен на месте прежнего расположения мельницы, шлюз №6 — на месте Гвоздильного завода.
В 1932 году Проволочно-гвоздильный завод, расположенный на реке Икша, переносится в Москву. Так как его территория попадала под строительство канала. 
Шлюзы Икшанского узла стали последними, в системе каскадов шлюзов поднимающих волжскую воду к Москве. За 6 шлюзом следует Икшинское водохранилище для накопления доставленной воды. Южнее посёлка проходит волжско-окский водораздел. После Икшанского водохранилища вода самотёком спускается к реке Москве.
Также возле производственных зданий канала был построен жилой посёлок: жилые дома для руководителей и работников канала, амбулатория, клуб (сохранился) и др. Весною 1937 года работы были закончены, в мае по каналу прошли первые суда.
7 августа 1939 года согласно постановлению № 1761 президиума Мособлисполкома Икша получает статус рабочего посёлка. Населённые пункты упразднённого 3 сентября 1939 года Икшанского сельсовета входят в территорию рабочего посёлка. 19 сентября 1939 года Ртищево передаётся в управление посёлка согласно указу Президиума Верховного совета РСФСР. Сейчас это улица Сельский дом.
В книге «Всё Подмосковье» (изд-ва «Мысль», 1967 год, 104 стр.) упоминается, что рабочий посёлок вырос из посёлка при строительстве канала имени Москвы и добычи песка и гравия. В 1939 году было 2,6 тыс. человек, в 1959 году — 4,6 тыс. чел. Основное предприятие — Комбинат строительных деталей и материалов.
В 1953 году строится полигон по сборному железобетону. Икшанский песчано-гравийный карьер преобразован в Комбинат строительных деталей и материалов. В 1960-х годах на предприятии числится 630 человек.
8 августа 1959 года, согласно решению № 955 Мособлисполкома, был упразднён Спас-Каменский сельсовет. При этом его поселения Базарово, Спас-Каменка, посёлок Ермолино, Ермолино, Тефаново, Хорошилово, посёлки ДЭУ-25 и базы ВИЗР и дома МОГЭС были отданы в управление посёлку Икша. В  1963 году поселения Базарово, посёлок Ермолино, Ермолино, Тефаново, Хорошилово, Спас-Каменка были переданы в Белорастовский сельсовет.  

### Новейшая история
С 2001 года ведётся строительство каменной церкви во имя священномученика Серафима Звездинского. Службы проводятся в недостроенном храме. Рядом расположена небольшая деревянная церковь Матроны Московской.
В 2025 году рабочий посёлок преобразован в посёлок городского типа.

## Население
| 1926  | 1959  | 1970  | 1979  | 1989  | 2002  | 2006  | 2009  |
| ----- | ----- | ----- | ----- | ----- | ----- | ----- | ----- |
| 206   | ↗6024 | ↘5259 | ↗5354 | ↘4619 | ↘3738 | ↗3758 | ↘3677 |
| 2010  | 2012  | 2013  | 2014  | 2015  | 2016  | 2017  | 2018  |
| ↗3721 | ↗3971 | ↘3960 | ↗4083 | ↘4078 | ↘4067 | ↗4070 | ↗4093 |
| 2019  | 2020  | 2021  | 2023  | 2024  |       |       |       |
| ↗4102 | ↘4043 | ↘3916 | ↘3820 | ↘3796 |       |       |       |

## Инфраструктура
- Икшинская поликлиника с отделением скорой помощи
- Икшинская средняя школа
- Детский сад «Огонек»
- Комплексный молодёжный центр «Сфера» (отдел «Родники»)
- ФОК «Икша»
- Дом культуры «Икша»
- Отделение почты
- храмы Серафима Звездинского и Матроны Московской

## Предприятия
- Горнолыжный курорт «Икша»
- Гостиница «Гермес»
- филиал предприятия ООО «Зубр» (на месте зданий Комбината строительных деталей и материалов)
- Бетонный завод
- магазины

## Галерея

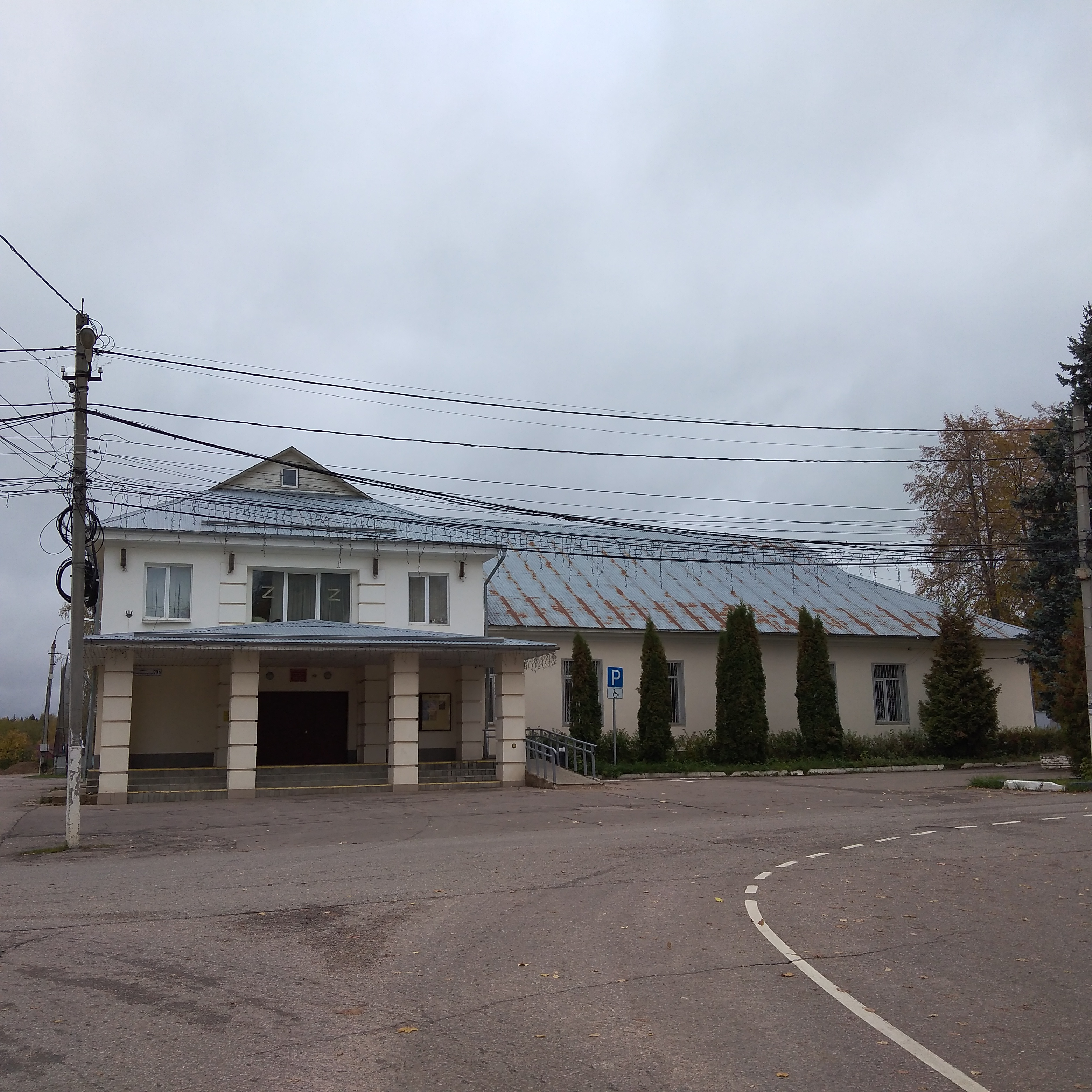
Дом культуры «Икша» в посёлке Икша Московской области
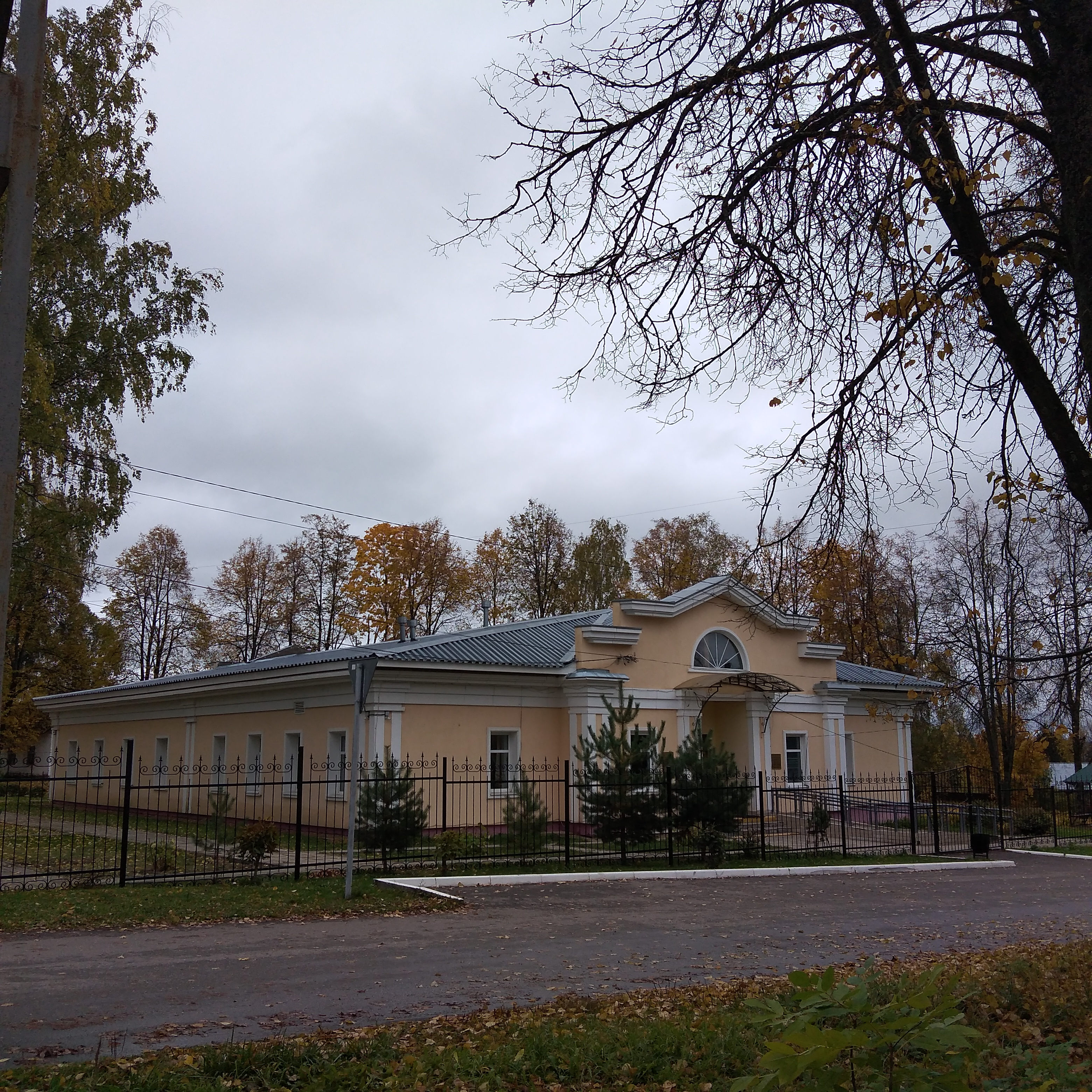
Молодёжный центр «Родники» в посёлке Икша
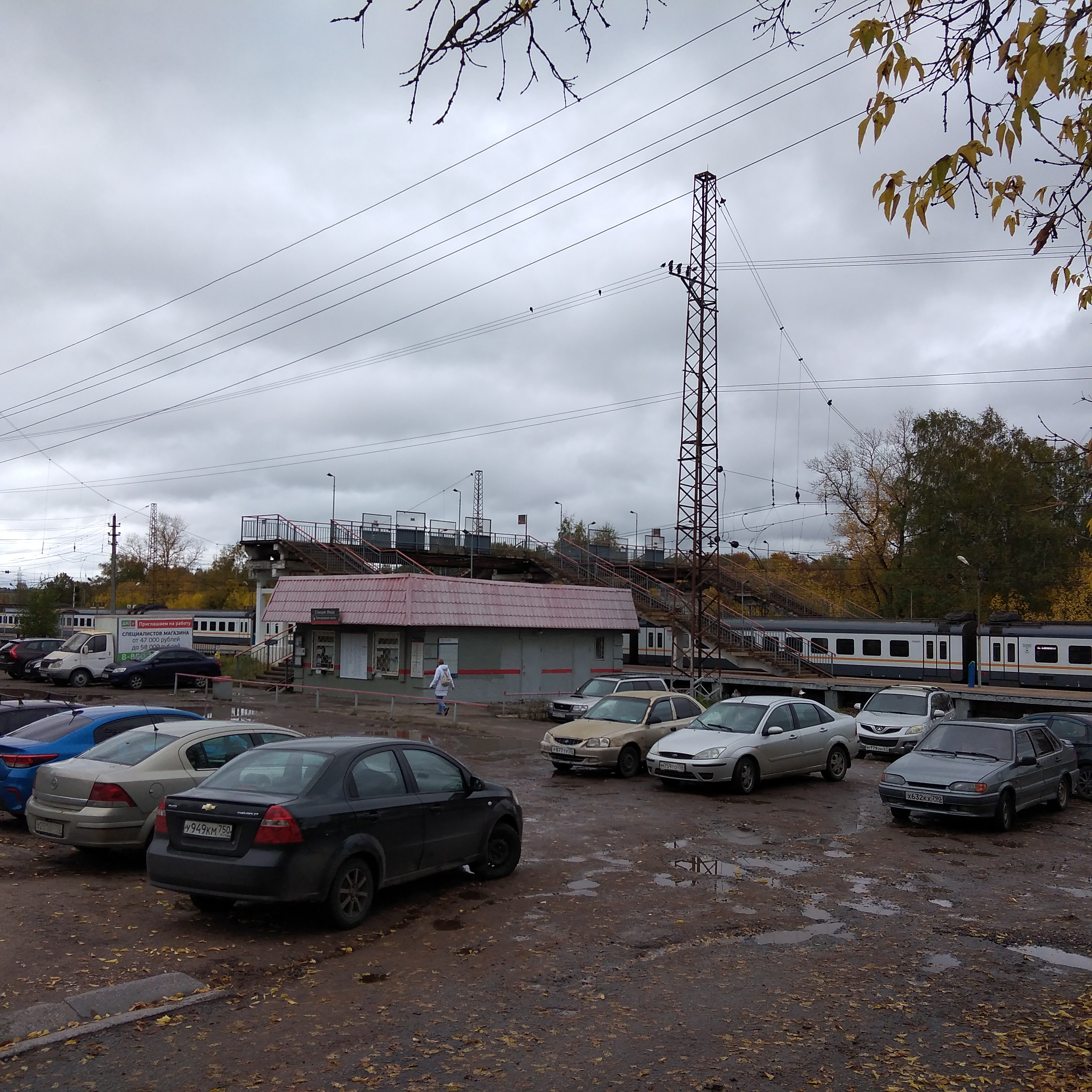
Железнодорожная станция Икша Московской железной дороги
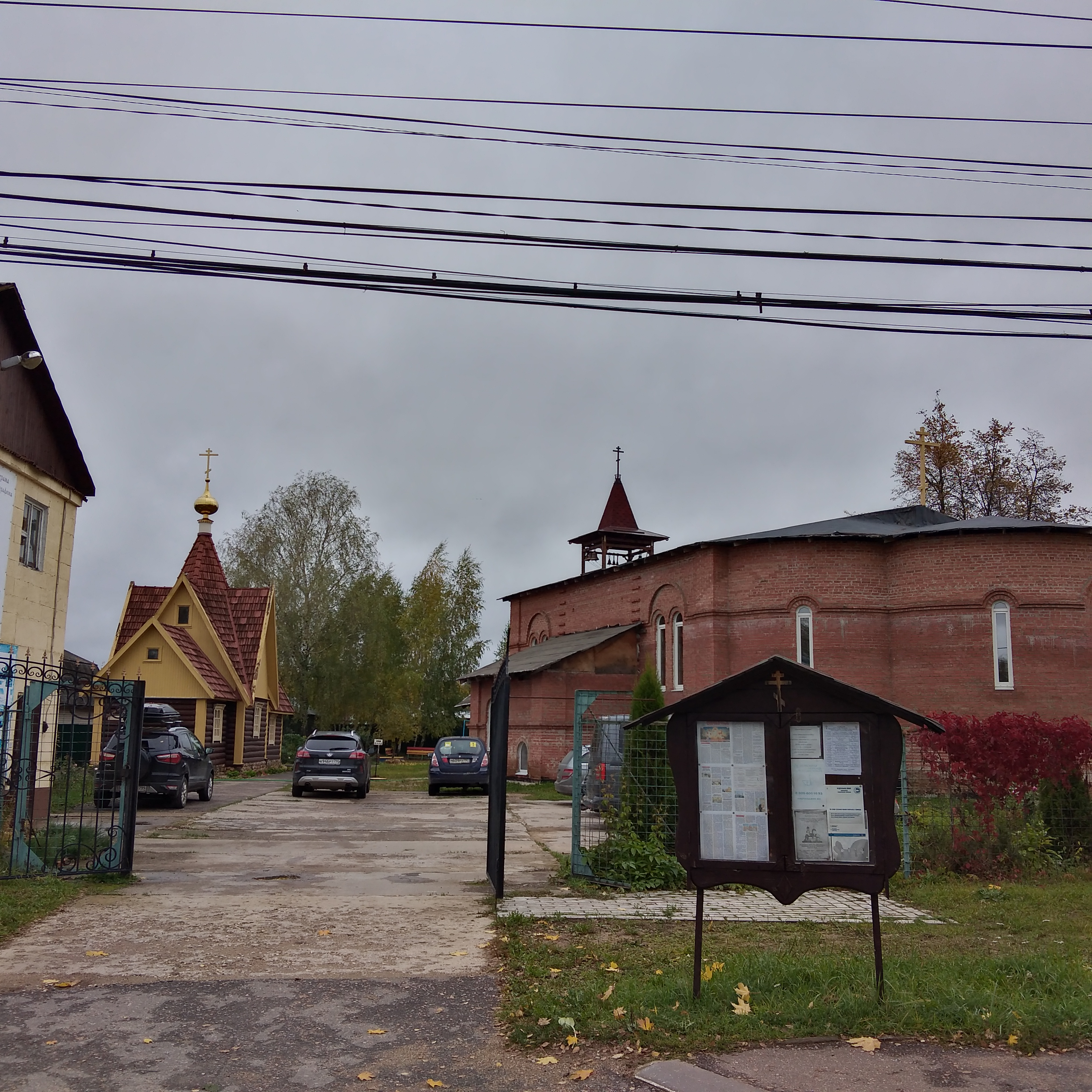
Строящаяся церковь Серафима Звездинского. 2022 г.
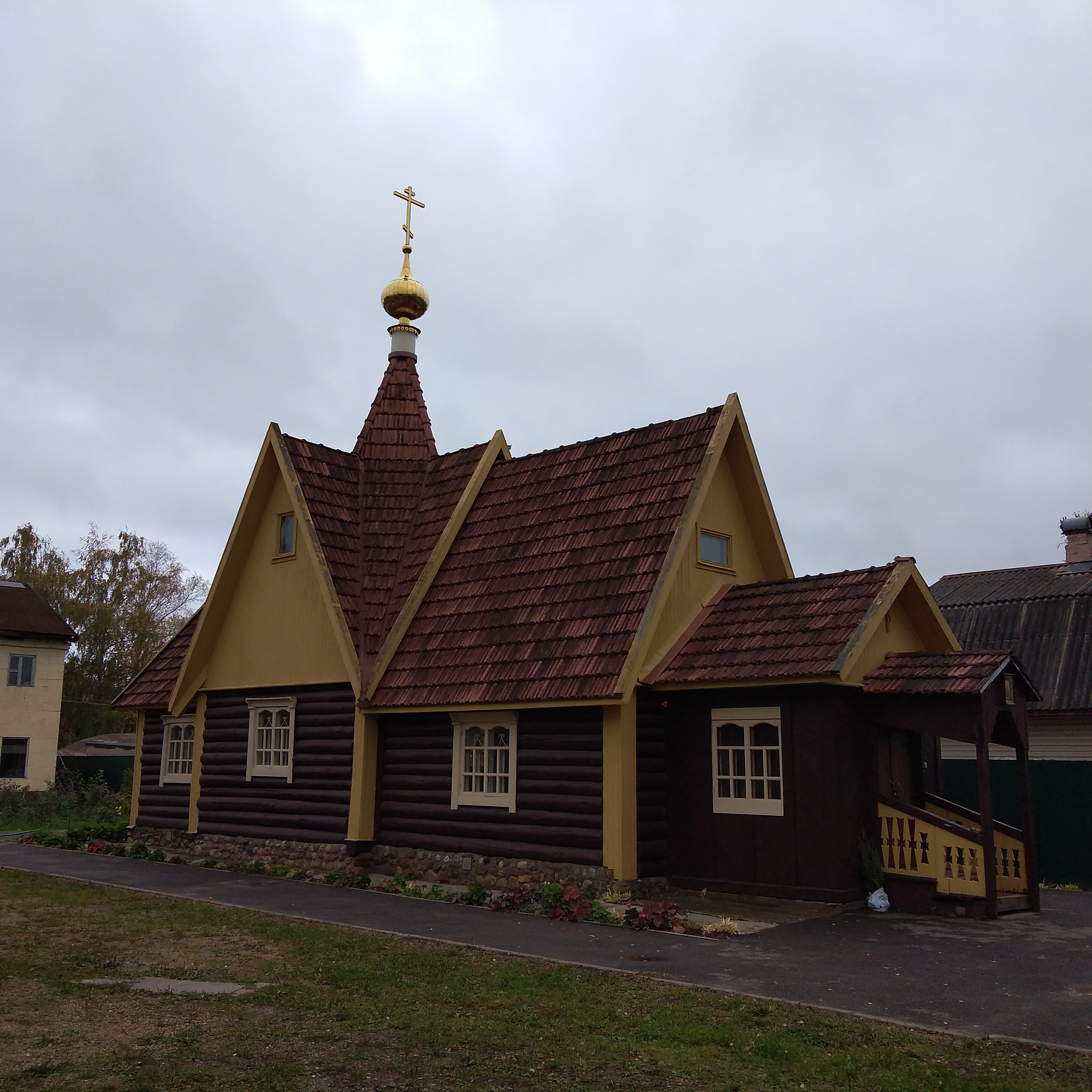
Церковь Матроны Московской
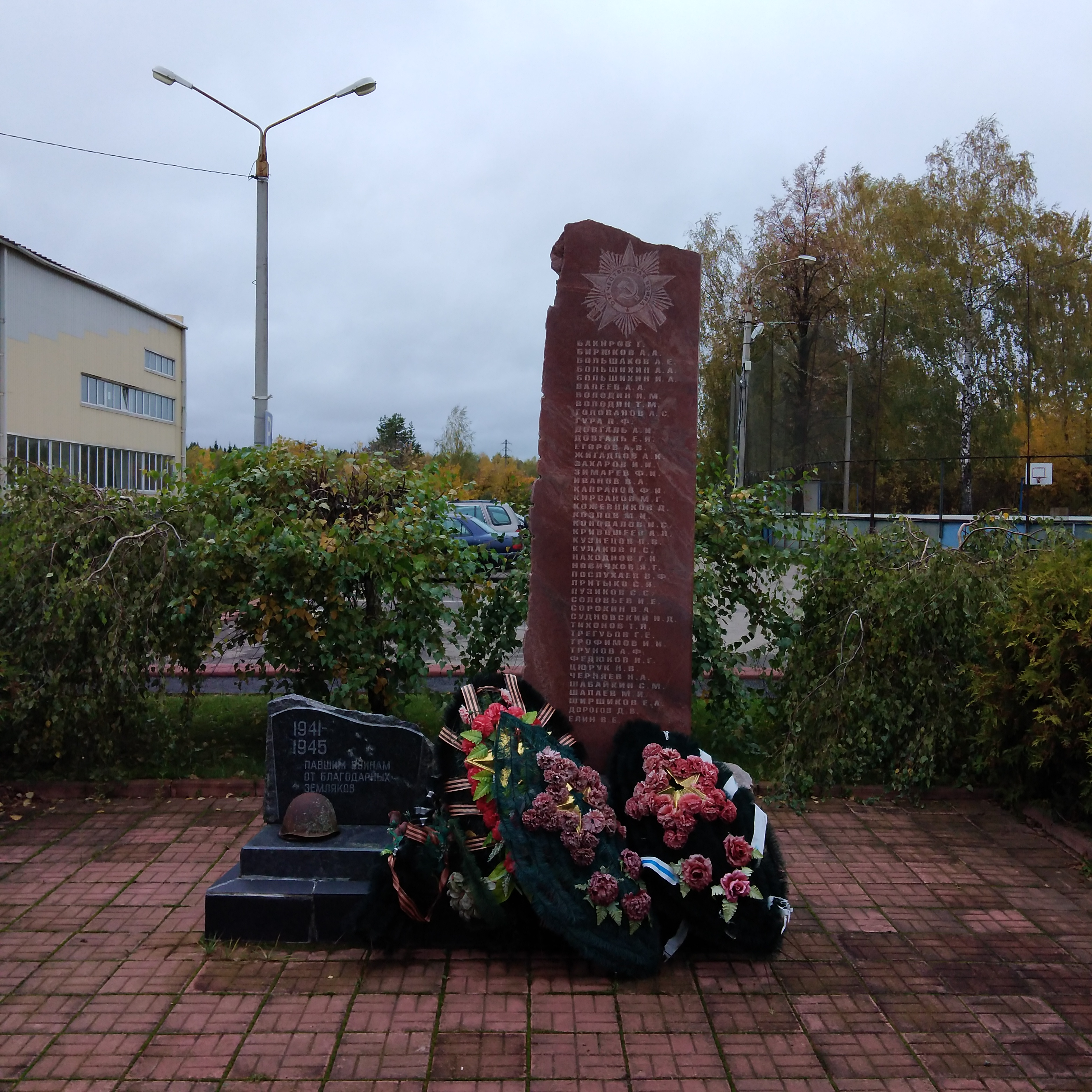
Обелиск погибшим в Великую Отечественную войну
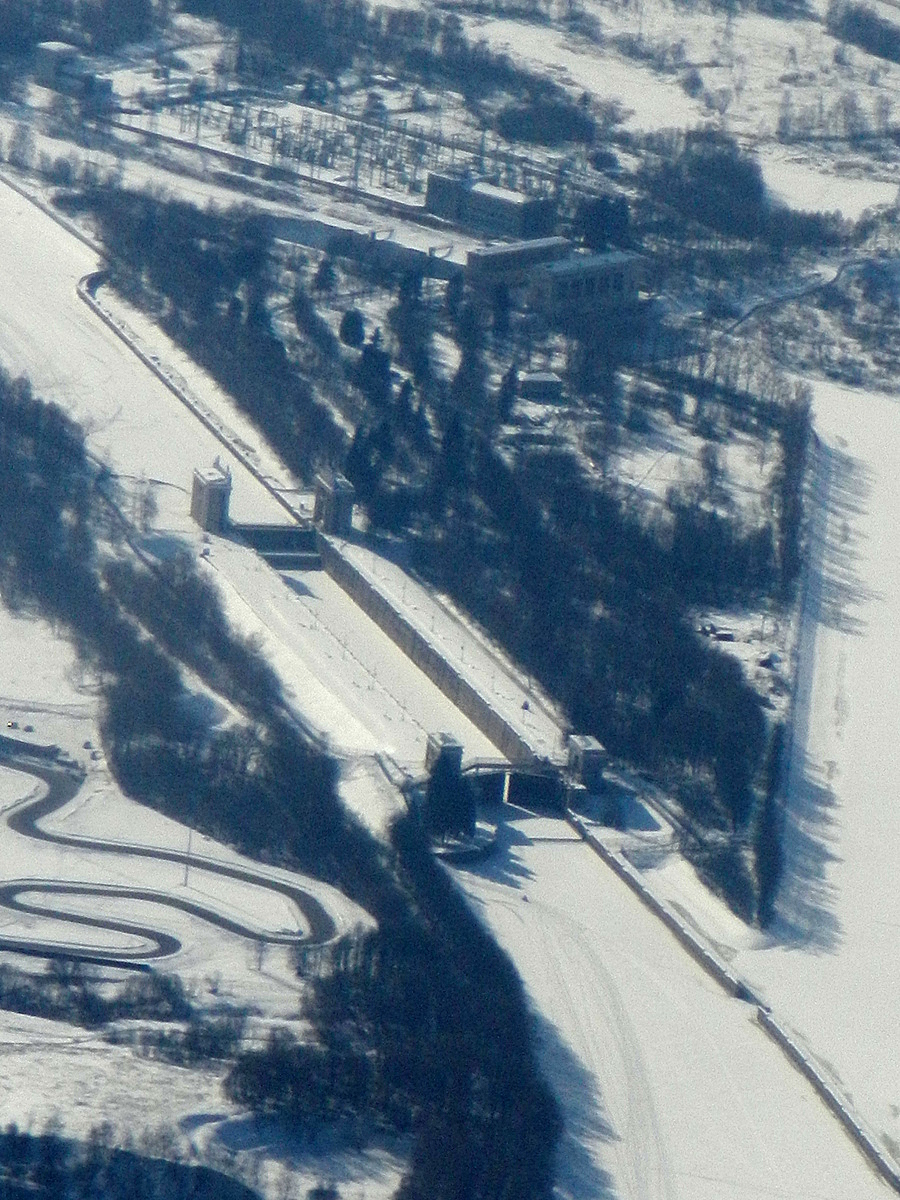
Икшанский гидроузел канала имени Москвы возле посёлка Икша
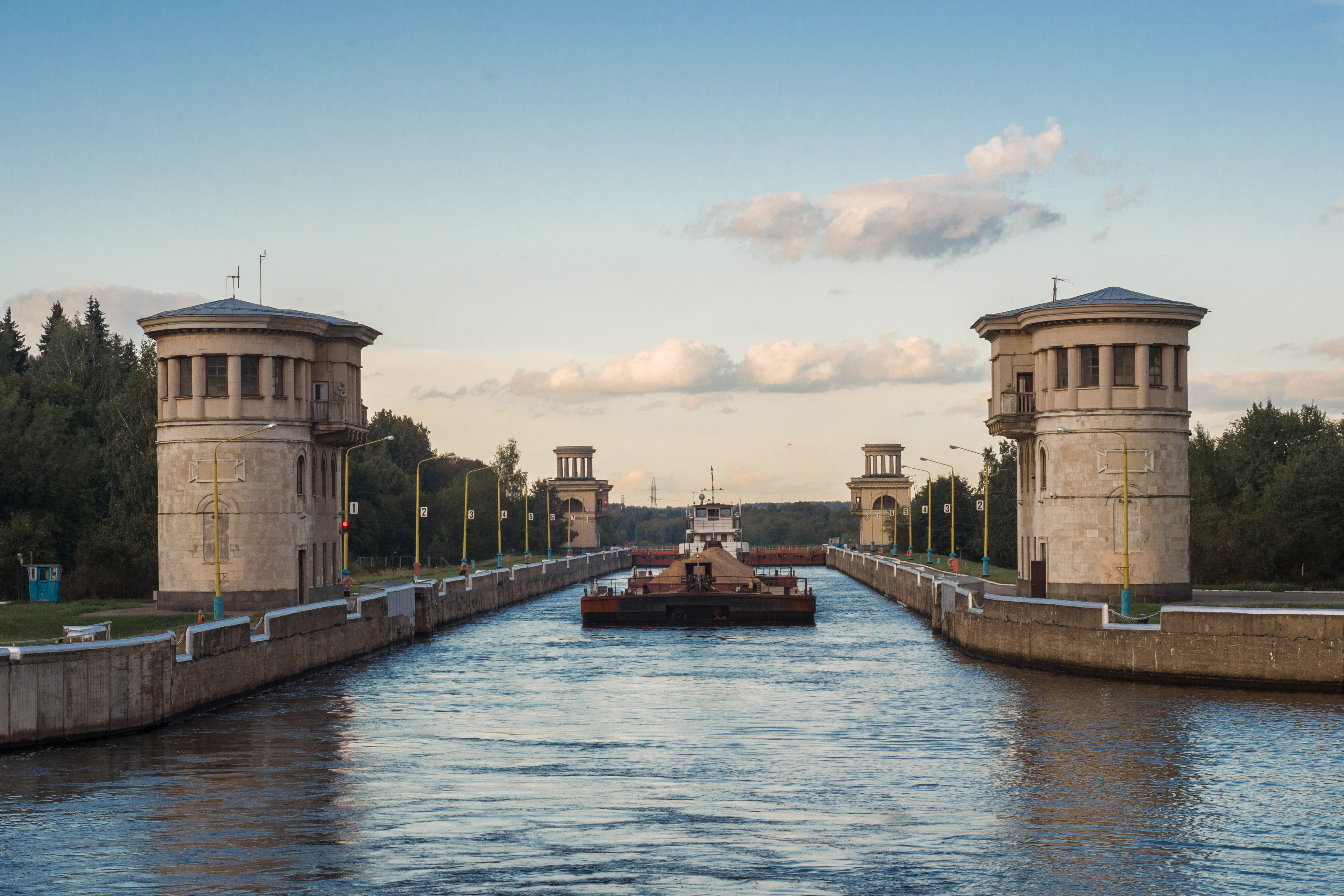
Шлюз №5 канала имени Москвы